# Jakov Gojun
Jakov Gojun, född 18 april 1988 i Split, är en kroatisk handbollsspelare (försvarsspelare/vänsternia). Han är 2,04 meter lång. Han var med och tog OS-brons 2012 i London.

## Klubbar
- RK Split
- RK Krilnik
- RK Solin
- RK Zamet
- RK Siscia (–2009)
- RK Zagreb (2009–2012)
- BM Atlético de Madrid (2012–2013)
- Paris Saint-Germain HB (2013–2015)
- Füchse Berlin (2015–2021)
- RK Zagreb (2021–)